# 布拉森支線航空服務
布拉森支線航空服務（英語：Braathens Regional Aviation）是一家以瑞典馬爾默為基地的地区航空公司，其基地為马尔默機場。至2007年3月，公司擁有約500名員工。

## 機上服務
每個航班，布拉森支線航空服務都會提供免費報紙、膳食和熱毛巾。

## 機隊

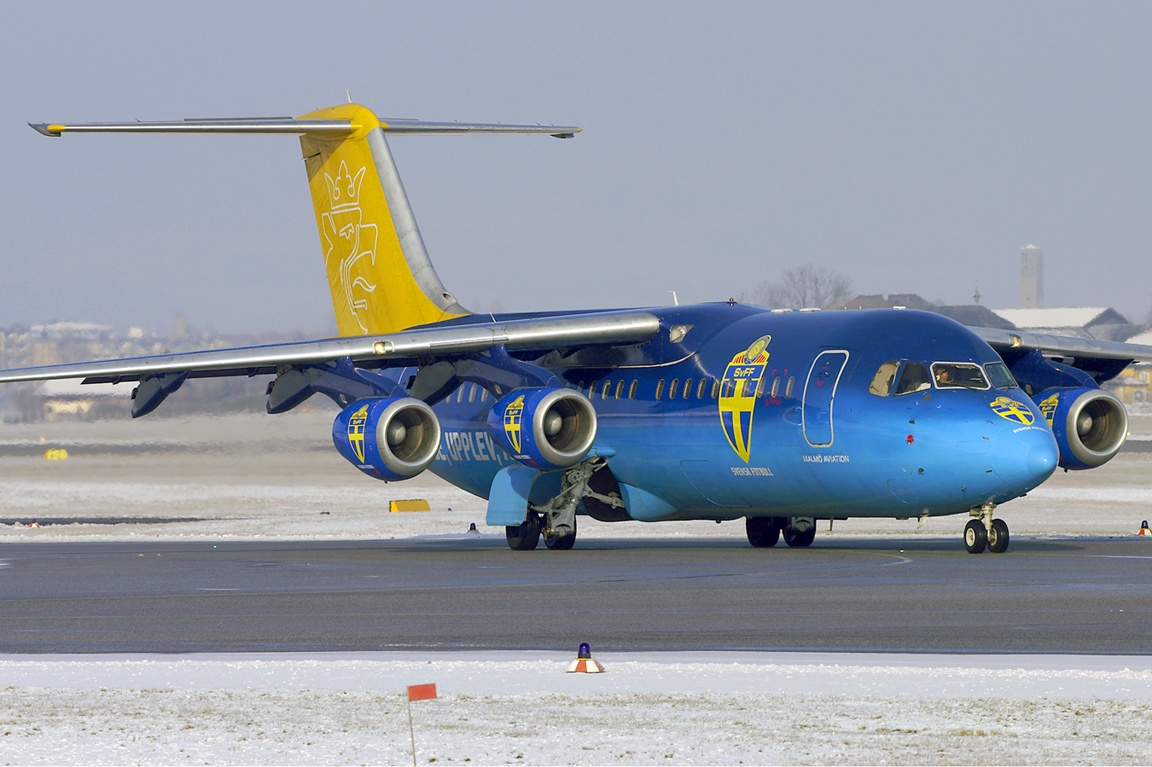
2009年馬爾默航空的愛弗羅RJ100，塗上瑞典足球總會的塗裝，用來載搭瑞典足球國家隊的乘客

截至2014年7月，布拉森支線航空服務的機隊如下：
| 機型         | 服役 | 訂購 | 選擇權 | 座位數   |  |
| ------------ | ---- | ---- | ------ | -------- |  |
| 愛弗羅RJ100  | 10   | —    | —      | 112      |  |
| 愛弗羅RJ85   | 2    | —    | —      | 95       |  |
| 空中巴士A220 | —    | 10   | —      | 有待公佈 |  |
| 總計         | 12   | 10   | —      |          |  |

## 外部連結
- 官方网站 （英文）
- 官方网站 （瑞典文）